# Carol Gilligan
Carol Gilligan (ur. 28 listopada 1936 w Nowym Jorku) – amerykańska feministka, psycholożka rozwojowa, filozofka, pisarka, badaczka zajmująca się teorią feminizmu różnicy. Jej najbardziej znana książka – In A Different Voice (1982) – w której rozwija koncepcję etyki troski, uważana jest za pionierską pracę w zakresie gender studies.

## Życiorys
W 1958 roku Carol Gilligan uzyskała dyplom Swarthmore College z literatury angielskiej, w 1961 dyplom Radcliffe College z psychologii klinicznej, a w 1964 stopień doktora psychologii społecznej na Uniwersytecie Harvarda (tytuł rozprawy doktorskiej: Responses to Temptation: An Analysis of Motives). W latach 1965–1966 wykładała na Uniwersytecie w Chicago, a od 1967 na Uniwersytecie Harvarda, gdzie współpracowała ze znanym psychologiem i psychoanalitykiem – Erikiem Eriksonem. W 1970 została asystentką Lawrence'a Kohlberga – twórcy teorii sześciu stadiów rozwoju myślenia moralnego. Krytyka teorii Kohlberga doprowadziła Gilligan do zmiany paradygmatu studiów nad rozwojem człowieka i stworzenia nowego modelu teoretycznego. Po opublikowaniu In A Different Voice (1982) kontynuowała pracę nad rozwojem psychicznym prowadząc badania w rozmaitych obszarach. Zajmowała się m.in. wkładem kobiet w teorię psychologiczną, doświadczeniami kobiet i dziewcząt w psychoterapii, relacyjnym światem dziewcząt, a także dziewczętami z rodzin upośledzonych ekonomicznie i ich wołaniem o bycie wysłuchanymi i traktowanymi poważnie. W książce Between Voice And Silence (1995) poruszyła m.in. kwestię problemów i wyzwań jakie napotykają kobiety pragnące zrozumieć i wspólnie wspierać rozwój dziewcząt o różnym pochodzeniu rasowym, klasowym i kulturowym. Przedmiotem jej badań były również relacje chłopców z rodzicami oraz sytuacje impasu w relacjach damsko-męskich. 
Przez ponad 30 lat wykładała na Uniwersytecie Harvarda, gdzie w 1997 objęła katedrę Patricii Albjerg Graham jako pierwsza w historii tej uczelni profesor Gender Studies. W 1992 wykładała na Uniwersytecie w Cambridge jako Pitt Professor of American History and Institutions. Od 2002 związana jest z Uniwersytetem w Nowym Jorku, gdzie wykłada na wydziałach: prawa (New York University School of Law), pedagogiki (Steinhardt School of Education) oraz w Graduate School of Arts and Sciences.
Otrzymała szereg nagród, m.in. nagrodę Fundacji Spencera (Senior Research Scholar Award), prestiżową Grawemeyer Award za wkład w dziedzinę edukacji oraz Heinz Award za wkład w rozumienie kondycji ludzkiej. W 1996 Time Magazine umieścił jej nazwisko na liście 25 najbardziej wpływowych Amerykanów i Amerykanek.

## In a Different Voice[a]

### Punkt wyjścia
Według Gilligan Kohlberg i inni krytykowani przez nią psycholodzy (Jean Piaget, Janet Lever) z faktu, iż ludzie różnią się w podejściu do problemów moralnych, wyprowadzili wniosek, że znajdują się oni na różnych etapach rozwoju moralnego. Ponieważ za normę przyjęto modele stworzone na podstawie obserwacji prawie wyłącznie mężczyzn, kobiety do tej normy nie przystają. Zamiast zmodyfikować teorie tak, by obejmowały całość doświadczenia gatunku ludzkiego, zadowolono się konkluzją, że kobiety na ogół nie osiągają wyższych stadiów rozwoju moralnego. Problem z teorią został przedstawiony jako problem rozwojowy kobiet.
W swoich badaniach Gilligan przyjęła założenie, że sposób, w jaki ludzie mówią o własnym życiu jest ważny. „Głos” jest jej zdaniem kluczem do zrozumienia porządku psychologicznego, społecznego i kulturowego – odzwierciedleniem relacji międzyludzkich. „Inny głos” to głos różny od tego, który dominuje w kulturze patriarchalnej, gdzie kobiety uczą się nie słyszeć samych siebie. To głos kobiet, który powinien być ekspresją „kobiecego” doświadczenia. Trudność w docieraniu do tych treści bierze się nie tylko stąd, że mężczyźni pomijają kobiety w swoim opisie świata, ale też stąd, że kobiety pomijają i wykluczają same siebie. Nawet gdy próbują powiedzieć coś istotnego o sobie, najczęściej wpadają w pułapkę męskich kategorii.

### Opis badań
Gilligan przeprowadziła trzy rodzaje badań psychologicznych, we wszystkich przypadkach stosując tę samą metodę pogłębionych wywiadów. Badanie studentów college'u miało na celu przyjrzenie się rozwojowi moralnemu i kwestii poczucia tożsamości u młodych dorosłych. Odpowiadając na zadawane pytania studentki i studenci, którzy zapisali się na zajęcia z „moralnego i politycznego wyboru”, mieli za zadanie skonfrontować obraz siebie samych i swoje rozumienie moralności z własnym doświadczeniem moralnych konfliktów i dokonywania życiowych wyborów. Te same osoby były badane ponownie – 5 lat później. Drugie badanie to badanie dotyczące decyzji o aborcji. Tutaj Gilligan przyglądała się relacji pomiędzy doświadczeniem i myśleniem oraz roli konfliktu w rozwoju moralnym. 29 kobiet w wieku od 15 do 33 lat, zróżnicowanych etnicznie i klasowo, a także pod względem stanu cywilnego, odpowiadało na pytania podczas pierwszego trymestru ciąży, kiedy to rozważały możliwość aborcji. 21 z nich zbadano ponownie, mniej więcej po roku od momentu podjęcia decyzji o aborcji. Trzecie badanie miało na celu weryfikację hipotez powstałych w oparciu o poprzednie badania. Przeprowadzone było na dużo większej grupie (144) osób płci obojga, w wieku od 6 do 60 lat, przy czym bardziej intensywnie badano 36 osób. Badaniu nadano etykietkę prawa i obowiązki, a dane, które zebrano dotyczyły znowu rozumienia siebie i moralności, doświadczeń związanych z wyborem i konfliktem moralnym, a także sądów odnoszonych do hipotetycznych dylematów moralnych.

### Wyniki badań
Z opisu wyników tych badań wyłania się wizja dwóch sposobów doświadczania siebie i relacji międzyludzkich, a także dwóch różnych etyk: „męskiej” etyki praw i sprawiedliwości oraz „kobiecej” etyki troski.
Jeżeli chodzi o doświadczanie własnej tożsamości, to „ja” mężczyzny – definiowane poprzez separację, oddzielenie się od reszty świata i podkreślanie swojej szczególnej w nim pozycji – którego wartość oceniana jest poprzez odniesienie do abstrakcyjnego ideału doskonałości, kontrastuje z „ja” kobiety – określanym przez związek ze światem i innymi ludźmi, a ocenianym na podstawie konkretnych aktów troski. To odmienne doświadczanie samych siebie przez kobiety i mężczyzn jest uwikłane w odmienne konflikty i problemy rozwojowe. Mężczyźni dojrzewając uczą się pomijać bądź lekceważyć uczucia i emocje, które nie pasują do logiki sprawiedliwości. Kobiety z kolei uczą się tłumić własny głos, a proces ten wspierany jest przez pragnienie by nie krzywdzić innych, jak również przez obawę, że gdy będą mówiły, ich głos i tak nie będzie słyszany. W rezultacie mężczyźni często ponoszą porażkę w nawiązywaniu i podtrzymywaniu bliskich więzi, a kobiety nie potrafią skutecznie troszczyć się o siebie, co również niekorzystnie odbija się na ich relacjach z innymi.
W stosunkach międzyludzkich punktem wyjścia dla chłopca, a później mężczyzny, jest jego odseparowanie od innych. Jednak konieczność współżycia z innymi każe mu poszukiwać zasad, które by ograniczyły ingerowanie jednych w życie drugich i w ten sposób zminimalizowały cierpienie. Odpowiedzialność i obowiązki w jego pojęciu sprowadzają się do ograniczenia działania, powstrzymania się od agresji, po to, by uczynić życie w społeczeństwie bezpieczniejszym. Punktem wyjścia dla dziewczynki i kobiety jest więź z innymi ludźmi. Dlatego odpowiedzialność oznacza u niej reagowanie na potrzeby innych, a więc rozszerzenie, a nie ograniczenie zakresu działania. Odpowiedzialność jest tutaj aktywna – jest aktem troski, a nie tylko powstrzymaniem się od agresji. 
„Męska” odpowiedzialność jest więc nierobieniem (ze względu na innych) tego, co chcielibyśmy robić, a „kobieca” odwrotnie – robieniem czegoś, ponieważ inni na nas liczą (bez względu na to, czego sami pragniemy).
W badaniach Gilligan pojawiła się również kwestia odmiennego postrzegania zagrożenia przez kobiety i mężczyzn. Badani mężczyźni widzieli zagrożenie przede wszystkim w sytuacjach intymności – nie czuli się bezpiecznie w bliskości z drugą osobą. Dla kobiet niebezpieczeństwo pojawiało się w sytuacjach współzawodnictwa, a zwłaszcza w perspektywie osiąganego sukcesu. Niebezpieczeństwo, o którym mówili mężczyźni, to zagrożenie uwięzieniem albo zdradą, wizje bycia stłamszonym w związku albo poniżonym przez odrzucenie. Kobiety zaś wyrażały głównie lęk przed izolacją, niechęć do wyróżniania się (z obawy przed samotnością) oraz pogląd, że sukces może je odseparować od ludzi.

### Wnioski dotyczące rozwoju moralnego kobiet
Formułowanie problemu typowo moralnego jako problemu troski i odpowiedzialności w relacjach z innymi, a nie jako problemu praw i zasad, sprawia, że rozwój moralnego myślenia u kobiet jest ściśle związany z postępem w rozumieniu odpowiedzialności i więzi międzyludzkich (tak jak koncepcja moralności jako sprawiedliwości wiąże rozwój moralny z postępem w rozumieniu logiki równości i wzajemności). Logika będąca podstawą etyki troski jest psychologiczną logiką związków.
Trzy moralne perspektywy, które ujawniły się podczas badania dotyczącego decyzji o aborcji wskazują na sekwencję trzech etapów w rozwoju etyki kobiecej. Te różne sposoby rozumienia troski i przejścia między nimi wyłoniły się z analizy odmiennego użycia języka moralnego – słów takich jak: powinien, lepszy, słuszny, dobry i zły, a także obserwacji zmian, jakie pojawiały się w myśleniu kobiet (w miarę nabywania nowych trudnych doświadczeń), i sposobów oceny własnego myślenia.
Na początku sekwencji jest troska o siebie, o zapewnienie sobie przetrwania. Potem następuje faza przejściowa, w której własna postawa jest krytykowana jako samolubna. Krytycyzm sygnalizuje nowe rozumienie związku pomiędzy sobą a innymi, które zostaje wyrażone w pojęciu odpowiedzialności. Posiadanie wypracowanej koncepcji odpowiedzialności oraz jej połączenie z moralnością macierzyńską (gdzie celem jest zapewnienie opieki tym, którzy są od nas zależni) charakteryzuje drugą perspektywę. Na tym etapie dobro utożsamiane jest z troską o innych i tylko inni są uprawnionymi beneficjentami kobiecej troski, podczas gdy ona sama pozostaje wykluczona z grona tych, o których się troszczy. Pojawiające się w związku z tym problemy w bliskich relacjach powodują brak równowagi, który z kolei inicjuje drugą fazę przejściową. Uświadomienie sobie braku logiki w nierównym traktowaniu innych i siebie prowadzi do ponownego rozważenia związków z ludźmi i do wysiłku, by odróżnić troskę od samopoświęcenia i wyzwolić się z konwencjonalnego pojmowania kobiecej dobroci. Trzecia perspektywa koncentruje się na dynamice relacji międzyludzkich i likwiduje napięcie pomiędzy samolubstwem a odpowiedzialnością poprzez nowe rozumienie współzależności i więzi. Troska staje się samodzielnie wybraną zasadą osądu moralnego, która pozostaje psychologiczna w zakresie zainteresowania związkami i odpowiedzią na potrzeby innych, ale staje się uniwersalna, gdy chodzi o potępienie wyzysku i krzywdy.
Prace Gilligan stały się ważnym głosem w XX-wiecznej etyce i klasycznymi pracami dla filozofii feministycznej. Koncepcja etyki troski została następnie rozwinięta przez Nel Noddings.

## Krytyka
Poglądy wyrażone przez Carol Gilligan, szczególnie w In A Different Voice spotkały się z szeroką krytyką, obejmująca zarówno kwestie metodologiczne i merytoryczne.
Stosunkowo wyważona polemikę podjęła Wendy Kaminer w Fearful Freedom: Women's Flight From Equality kwestionując przypisaną kobietom większą skłonność do opiekowania się innymi. Równie ograniczona krytykę wyraziła Carol Travis wThe Mismeasure of Woman sugerując wyciąganie przez Gilligan zbyt pochopnych wniosków na podstawie niewielkich różnic tym samym ignorując męskie pragnienie bliskości i kobiece do niezależności.
Zdecydowanie radykalniejsze uwagi przedstawiła Christina Hoff Sommers w The War Against Boys oraz późniejszej dyskusji w The Atlantic zarzucając Gilligan poważne błędy warsztatowe, w tym nieuprawnioną generalizację na podstawie dyskusyjnych przesłanek.
Obecnie przeprowadzone badania wskazują na nikły związek albo jego brak pomiędzy rozwojem moralnym a płcią czy genderem wbrew wnioskom Gilligan.

## Najważniejsze publikacje
- 1982 In a different voice: Psychological theory and women's development[7]
- 1988 Mapping the moral domain: A contribution of women's thinking to Psychological Theory and Education (współredagowane z J.Ward, J.Taylor, B.Bardige)
- 1990 Making connections: The relational worlds of adolescent girls at Emma Willard School (współredagowane z N.Lyons i T.Hanmer)
- 1991 Women, girls, and psychotherapy: Reframing resistance (współredagowane z A.Rogers i D.Tolman)
- 1992 Meeting at the Crossroads: Women's psychology and girls' development (wspólnie z L.Brown)
- 1995 Between voice and Silence: Women and girls, race and relationships (wspólnie z J.Taylor i A.Sullivan)
- 2002 The Birth of Pleasure
- 2008 The Deepening Darkness: Patriarchy, Resistance, & Democracy's Future, Cambridge University Press, (2009) (współautor: David A.J. Richards)